# 周群達
周群達（英語：Duncan Chow），本名：黎登勤（Duncan Lai，1978年9月19日—），活躍在港、台的男演員，前香港滑浪風帆隊的代表，曾獲1998年亞洲重量級滑浪風帆排名冠軍。他是香港奧運滑浪風帆金牌得主李麗珊的表弟，父親黎根亦是風帆教練，天生左撇子。

## 早期經歷
黎登勤15歲開始拍廣告，20歲當業餘模特兒，不時接拍廣告，包括雪榚、手提電話、洗髮水等。1998年参加香港滑浪风帆队并获得亚洲比赛男子重量级冠军。
後來接拍電影，2000年推出處男作《I Do戀性世代》（當時藝名為「登勤」），為意識大膽的男同志情慾片。

## 影视作品

### 電視
- 2001年 《青春6人行》狄倫
- 2001年 《蜜桃女孩》 飾 路吾郎
- 2002年 《來我家吧！》崔頓（客串）
- 2002年 《紫色角落》鮑柏
- 2002年 《雙面教父》吉恩
- 2002年 《天下無雙》飾 唐總裁
- 2003年 《Hi 上班女郎》 飾 小天王經紀人
- 2003年 《心動列車》第二單元〈喔!對面的〉 飾 布萊恩
- 2003年 《叛逆戰隊》肯尼
- 2004年 《香草戀人館》飾 楊守智
- 2004年 《極速傳說》 飾 渡邊司
- 2006年 《東方茱麗葉》 飾 斐瑞
- 2006年 《花樣少年少女》 飾 元秋葉(客串)
- 2010年 《勝者為王》 飾 阿貓
- 2012年 《木蘭花》飾 陳曦
- 2012年 《花是愛》飾 張劭謙
- 2012年 《愛情女僕》飾  羅家良
- 2012年 《含苞欲墜的每一天》飾  張鹿淮
- 2013年 《遇見幸福300天》（客串）丹尼斯飾  俊傑
- 2014年 《抱一下》飾  阿泰
- 2014年 《徵婚啟事》（客串）飾 賈瑞寰
- 2014年 《我的寶貝四千金》飾 徐季寬
- 2015年 《雙重約會》飾 麥漢生
- 2015年 《料理高校生》飾 溫振宇
- 2016年 《滾石愛情故事－我是真的付出我的愛》飾 Kevin
- 2016年 《隱世者們》飾 陳志強
- 2017年 《反黑》飾 鬼王
- 2018年 《高塔公主》飾 賀以凡
- 2020年 《獵夢特工》飾 莊漢克
- 2023年 《生命捕手》飾 何展銘
- 2024年 《生命捕手2》飾 何展銘

### 電影
- 2000年《I Do戀性世代》
- 2003年《飛躍情海》
- 2004年《十七歲的天空》，飾演 白鐵男（男主角小天（楊祐寧飾）的男朋友）
- 2005年《七劍》，飾演 穆郎
- 2005年《人魚朵朵》，與女主角徐若瑄飾演一對小夫妻
- 2007年 CCTV-6電影電視《鏢行天下》十部曲，飾演 王振威
- 2015年《台北工廠Ⅱ-顫慄》，飾演
- 2015年《百味人生》，飾演 江招海
- 2018年《引爆點》，飾演 王慶祥
- 2020年《消失的情人節》，飾演 劉文森
- 2021年《複身犯》，飾演 許明哲
- 2023年《請問，還有哪裡需要加強》，飾演 東莞哥[1]

### 音乐录影带(MV)
- 梁詠琪－淚光
- 蔡健雅—無底洞
- 蔡健雅—陌生人
- 張宇—男人的好
- 李崗霖—祈禱
- 卓文萱—有星星的夜和香草戀人館
- 陳勢安—再痛也沒關係
- 劉若英—幸福不是情歌*飛輪海夏雪和我有我的樣和愛到和超喜歡你
- 李佳薇—像天堂的懸崖
- 丁噹—有什麼不敢面對

## 外部連結
- 周群達 Duncan的Facebook專頁
- 周群達Duncan的新浪微博
- 周群达（登勤）的新浪博客
- 周群達在互联网电影资料库（IMDb）上的資料（英文）
- 在AllMovie上周群達的頁面（英文）
- 周群達在香港影庫上的簡介
- 周群達在豆瓣上的资料（简体中文）
- 周群達（页面存档备份，存于）

1. ↑  陳穎思. . 香港01. 2023-08-22  [2023-08-27]. （原始内容存档于2023-08-26） （中文）.